# Paromalus viduus
Paromalus viduus är en skalbaggsart som först beskrevs av Cooman 1935.  Paromalus viduus ingår i släktet Paromalus och familjen stumpbaggar. Inga underarter finns listade i Catalogue of Life.